# Annals of Botany
Annals of Botany (abreviado Ann. Bot. (König & Sims)) es un libro con ilustraciones y descripciones botánicas que fue escrito conjuntamente por Karl Dietrich Eberhard König & John Sims y publicado en Londres en 2 volúmenes en los años 1804-1806.

## Publicación
- Vol. 1, pt. 1, p. 1-192, 1 May 1804;
- vol. 1, pt. 2, p. 193-408, 1 Sep-6 Nov 1804;
- vol. 1, pt. 3, p. 409-592, 1-15 Jan 1805.
- Vol. 2, pt. 1, p. 1-208, 1 Jun[?] 1805;
- vol. 2, pt, 2, p. 209-392, 1 Oct[?], 1805;
- vol. 2, pt. 3, p. 393-600, 1 Sep 1806